# 阿地芬宁
阿地芬宁（也译为 阿迪芬宁）是一种有机化合物，分子式C20H25NO2，可作为菸鹼型乙醯膽鹼受體抑制剂。